# زنبورک (قم)

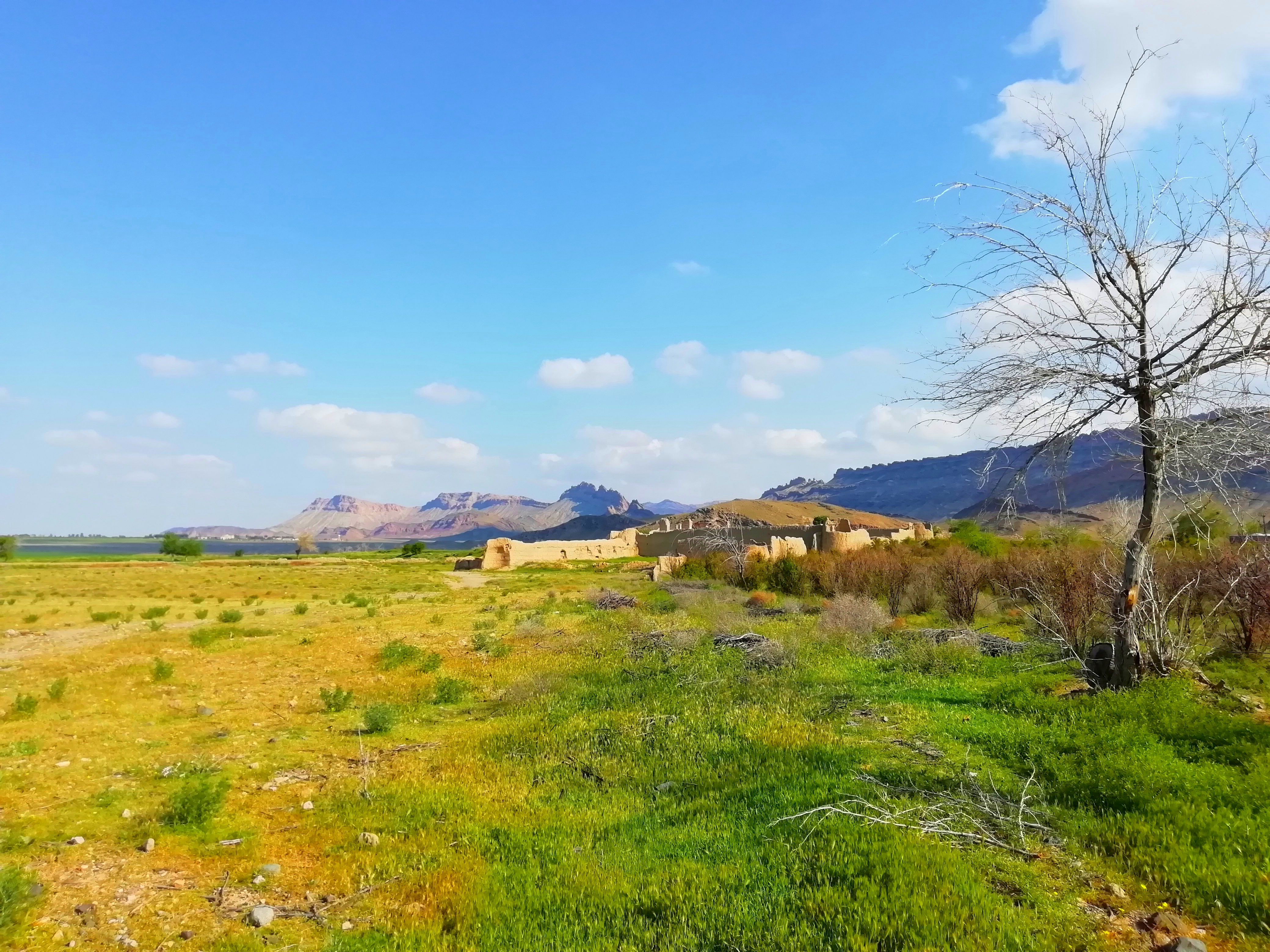
کاروانسرای قدیمی در کنار زنبورک

زنبورک، روستایی است از توابع بخش مرکزی شهرستان قم در استان قم ایران.

## جمعیت
این روستا براساس سرشماری مرکز آمار ایران در سال ۱۳۸۵، جمعیت آن ۳۱۵ نفر (۷۴خانوار) بوده‌است.